# Hanns Gottlieb von Thielau

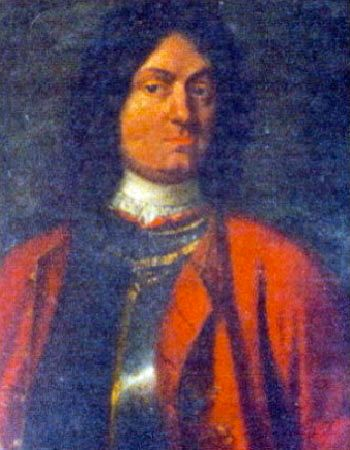
Hanns Gottlieb von Thielau

Hanns Gottlieb von Thielau (* 11. September 1662 in Kroitsch, Herzogtum Liegnitz; † 17. Januar 1723 in Lampertswalde bei Oschatz, Kurfürstentum Sachsen) war Oberstallmeister und Amtmann sowie Rittergutsbesitzer. Bedeutend war seine Bautätigkeit am Rittergut Lampertswalde.

## Leben
Hanns Gottlieb von Thielau war der Sohn von Gottlieb Thilo von Thielau (1626–1671) und dessen Ehefrau Blandina geborene Krebs von Romnitz (1636–1689). Sein Bruder war der kursächsische Generalmajor Florian Gottlieb von Thielau (1663–1708).
Als sein Vater starb, blieb die Erziehung des Zehnjährigen und seines um ein Jahr jüngeren Bruders der Mutter. Diese schickte Hanns Gottlieb mit 22 Jahren an den Dresdner Hof. Hier wurde er 1684 von Kurfürst Johann Georg III. zum Kammerjunker für seine beiden Söhne, die Prinzen Johann Georg IV. und Friedrich August, den späteren August den Starken, ernannt. Als Letzterer 1687 seine bis 1689 dauernde Kavalierstour durch zehn europäische Länder begann, gehörte von Thielau zu seinem Gefolge und blieb ihm auch im Weiteren eng verbunden. 1694 wurde er Amtmann von Colditz und sächsischer Oberstallmeister. In dieser Funktion war er maßgeblich am Aufbau des Hauptgestüts Graditz beteiligt.

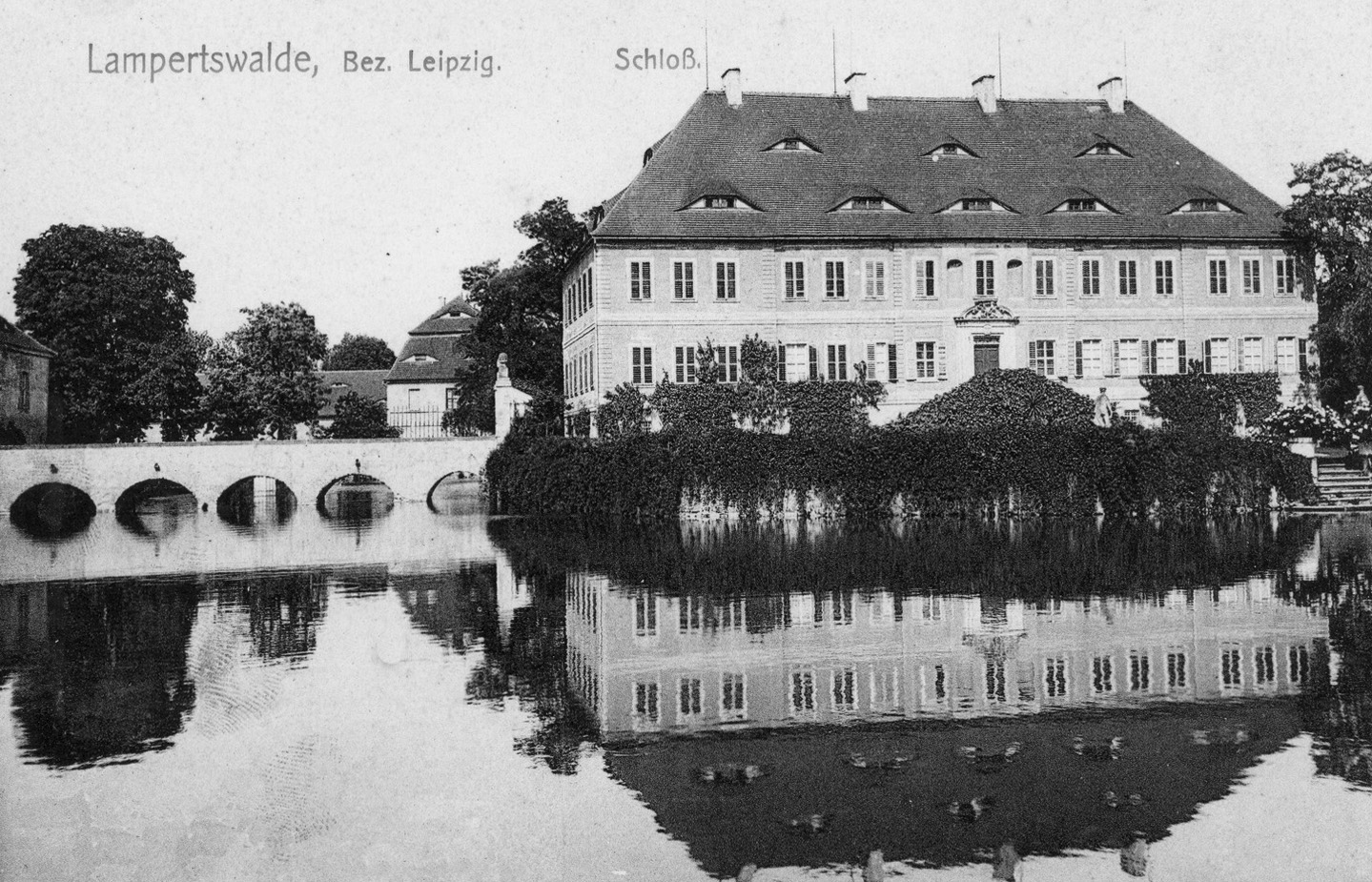
Wasserschloss Lampertswalde

1692 erwarb er von Johann David von Oppel das Rittergut in Lampertswalde. Sein ererbtes elterliches Gut in Kroitsch hatte er 1686 an seinen jüngeren Bruder Florian Gottlob von Thielau (1663–1708) verkauft, besaß aber noch ein Gut im benachbarten Scheibsdorf (seit 1945 Prostynia). 1698 kaufte er von der Familie der Freiherren und Grafen von Taube das etwa vier Kilometer südlich von Oschatz gelegene Gut Leuben.
In den beiden sächsischen Gütern begann er eine rege Bautätigkeit, zunächst vor allem Wirtschaftsgebäude. In Lampertswalde, das er zu seinem Wohnsitz erkoren hatte, ließ er 1698 anstelle der alten Wasserburg ein von einem Park umgebenes Herrenhaus als Wasserschloss im Stil des Barock errichten. In Leuben geschah Ähnliches erst von 1737 bis 1740 unter seinem Nachfolger Gotthelf Florian von Thielau. Das Lampertswalder Schloss wurde 1948 zur Gewinnung von Baumaterial für Neubauernhäuser abgerissen. 1722 ließ Hanns Gottlieb von Thielau die Lampertswalder Kirche umbauen und vergrößern. Insbesondere wurde der barocke Turm errichtet.
Als schriftsässiger Rittergutsbesitzer nahm er als Vertreter der Allgemeinen Ritterschaft 1694/95 bzw. 1697 am Sächsischen Landtag teil. 1699, 1700, 1701, 1704 und 1708 war er im Weiteren Ausschuß und 1711, 1712, 1713, 1715, 1716, 1718 und 1722 im Engeren Ausschuß der Landstände.

## Familie

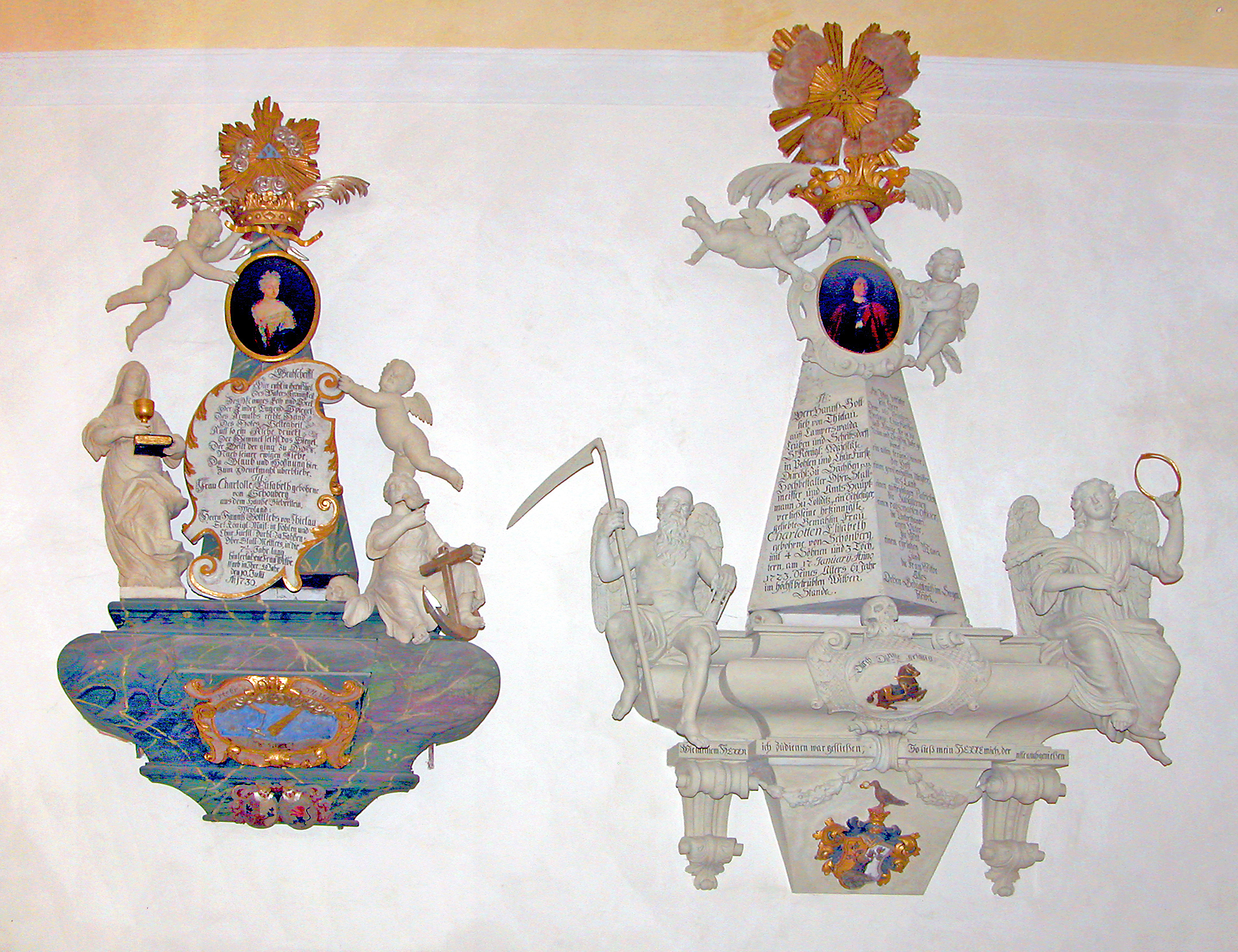
Die Epitaphien von Hanns Gottlieb von Thielau und seiner Ehefrau

1691 hatte Hanns Gottlieb von Thielau Charlotte Elisabeth von Schönberg aus dem Hause Bieberstein (1670–1730) geheiratet. Das Paar hatte vier Söhne und drei Töchter. 1723 wurde Hanns Gottlieb von Thielau in der neuen Familiengruft unter der Kirche Lampertswalde beigesetzt, sieben Jahre später folgte ihm seine Witwe. Die Epitaphien beider hängen in der Lampertswalder Kirche, deren Altar an seiner Spitze ein Doppelwappen aus den beiden Wappen ihrer Adelshäuser trägt. Der sächsische Generalmajor Karl Gottlieb von Thielau (1699–1755) war sein Sohn.